# کاکایی آند
کاکایی آند (نام علمی: Chroicocephalus serranus) نام یک گونه از سرده مرغ‌های نوروزی رنگین‌سر است.